# Аида Балаева
Аида Галамиковина Балаева (на казахски: Аида Ғалымқызы Балаева) е казахстанска политичка и юристка от партия „Аманат“. Била е заместник-ръководител на президентската администрация (2022 – 2023), министър на информацията и социалното развитие (2020 – 2022). От 4 май 2020 г. е министър на информацията и социалното развитие на Казахстан.

## Биография
Родена е на 4 юли 1974 г. в Алматинска област, Казахска ССР, СССР. През 2000 г. завършва Алматинския държавен университет (днес Казахски национален педагогически университет) като учител по руски език и литература, а през 2007 г. Казахския национален аграрен университет със степен по право. През 2010 г. защитава научната титла кандидат на социологическите науки, като тема на нейната дисертация е „Етно-религиозната идентификация на младежта на Казахстан: социологически аспект“.
От 1994 до 2004 г. е водещ специалист на отдела за анализ и координация на обществено-политическите процеси на Регионалния отдел за информация и обществено съгласие в Алмати на Министерството на информацията и общественото съгласие на Казахстан, действаща като ръководител на информационния отдел за град Алмати. От 2004 до 2006 г. е първи заместник-директор на Департамента по вътрешна политика на град Алмати. От 2006 до 2008 г. е директор на отдела за вътрешна политика на град Алмати. От 2008 до 2010 г. е директор на отдела за вътрешна политика, началник на отдела за вътрешна политика на град Астана. От февруари 2010 до декември 2014 г. е заместник-аким на град Астана. От 30 декември 2014 до юли 2019 г. е началник на отдела за вътрешна политика на администрацията на президента на Казахстан.
От 22 юли 2019 до 4 май 2020 г. е помощник на президента на Казахстан, като е началник на отдела за наблюдение на разглеждането на жалбите на администрацията на президента на Казахстан. От 4 май 2020 до 11 януари 2022 г. е министър на информацията и социалното развитие на Казахстан.
От 11 януари 2022 до 1 септември 2023 г. е заместник-ръководител на администрацията на президента на Казахстан, а от 2 септември 2023 г. е министър на културата и информацията на Казахстан.